# Districte de Krishna
El districte de Krishna (Telugu: కృష్ణా జిల్లా) és una divisió administrativa de l'Índia, a l'estat d'Andhra Pradesh, que agafa el nom del riu Krishna. Té una població de 4.187.841 habitants i la superfície és de 8.727 km². La capital és Machilipatnam (Masulipatam)

## Geografia
El districte està dividit en una zona costanera i la zona de muntanya. El llac de Kolleru, una zona humida de gran importància, té una part dins el districte.
Les muntanyes principals són les de Kondapalli, entre Nandigama i Vijayawada (uns 24 km), seguides de les muntanyes Jammalavoidurgam, Mogalrajapuram i Indrakiladri. A aquestes darreres, a Vijayawada, hi ha el famós temple de Kanakadurga.
Els rius principals són el Kitsna (1.280 km), Muniyeru (Muneru), Tammileru i Budameru. El Kitsna o Krishna desaigua a la badia de Bengala a Hamsala Divi i Nachugunta, just en aquest districte. Torrents de muntanya a destacar són el Jayanthi, Kattaleru, Ippalavagu, Upputeru, Telleru, Ballaleru i Nadimeyeru.

## Llocs importants
Llocs històrics principals del districte són:
- Port de Bandar
- Kondapalli Killa
- Gudivada
- Ghantasala
- Muntanya de Gandhi

Les localitzacions d'importància religiosa són: 
- Temple de Kanaka Durga
- Temple de Panduranga Swamy
- Temple de Penuganchiprolu
- Temple de Mopidevi
- Temple de Muvva Gopala Swami
- Ruïnes de l'stupa budista a Amaravati descoberta el 1796, una part de la qual fou enviada per Sir Walter Elliot a Anglaterra i exposada al Museu Britànic; altres parts van anar als museus de Madras i Calcuta. Segons les inscripcions el temple d'Amareswara a la mateixa població fou originalment temple budista o jainista
- Ruïnes de Chandavolu amb temple budista
- Stupes de Jaggayyapeta i Gudivada
- Stupa de Bhattiprolu amb una relíquia notable (un tros d'os suposadament de Buda)
- Cercles de pedra a Vinunkonda, algunes inscripcions

## Divisions i mandals
El districte es compon de quatre divisions fiscals: Vijayawada, Nuzvid, Machilipatnam i Gudivada, cadascuna dirigida per un subcol·lector.
I administrativament el formen 50 mandals:
| A. Konduru Agiripalli Avanigadda Bantumilli Bapulapadu Challapalli Chandarlapadu Chatrai G.Konduru Gampalagudem | Gannavaram Ghantasala Gudivada Gudlavalleru Guduru Ibrahimpatnam Jaggayyapeta Kaikaluru Kalidindi Kanchikacherla | Kankipadu Koduru Kruthivennu Machilipatnam Mandavalli Mopidevi Movva Mudinepalli Musunuru Mylavaram | Nagayalanka Nandigama Nandivada Nuzvid Pamarru Pamidimukkala Pedana Pedaparupudi Penamaluru Penuganchiprolu | Reddigudem Thotlavalluru Tiruvuru Unguturu Vatsavai Veerullapadu Vijayawada(Rural) Vijayawada(Urban) Vissannapeta Vuyyuru |

Les principals ciutats són:
- Vijayawada
- Machilipatnam
- Gudivada
- Nuzvid
- Mylavaram
- Hanuman Junction
- Jaggayyapeta
- Vuyyuru
- kondapalli
- Ibrahimpatnam
- Nandigama
- Tiruvuru
- pedana
- Kanchikacherla
- Vissannapeta
- movva

## Personatges
- D'aquest districte fou Pingali Venkaiah (1876-1963) dissenyador de la bandera de l'Índia

## Història
Els primers governants de la zona dels quals es tenen notícies foren la dinastia budista dels andhres que van construir una stupa a Amaravati i dels que s'han trobat algunes monedes (de plom). Al segle VII van seguir els Chalukyes Orientals; del seu temps el temple en una cova a Undavalle i altres capelles excavades a les roques. El 999 es van imposar el coles que uns dos segles després van donar pas als ganpatis de Warangal; sota govern d'aquestos Marco Polo va desembarcar a Motupalle; en aquell temps el que després fou el districte britànic estava dividit entre els reis d'Orissa que governaven la part nord, i els reis Reddi, una línia que governava al sud, que van adquirir considerable poder i van construir les fortaleses de Kondavid, Bellamkonda i Kondapalli que encara es conserven. El 1515 el rei de Vijayanagar Krishna Deva, que ja dominava la part sud, va arrabassar el nord del districte als reis d'Orissa. A la caiguda de l'imperi de Vijayanagar el 1565 després de la batalla de Talikota, la zona va passar al sultanat de Golconda. El 1611 els anglesos havien fundat el que fou el seu segon establiment a l'Índia, a Masulipatam, que va restar el seu quarter general fins que fou tralladat a Madras el 1641. El 1614 van arribar els holandesos i el 1669 els francesos. El 1687 el sultanat de Golconda fou conquerit per l'Imperi Mogol sota Aurangzeb i amb ell el territori del futur districte de Kistna.
El 1724 va quedar en poder del nizam de Hyderabad i el 1752 aquest sobirà va cedir els Circars Septentrionals als francesos. En la guerra d'aquestos amb els anglesos el 1758 el coronel Forde fou enviat per Robert Clive des de Bengala contra els francesos dels Circars, als que va derrotar a Condore, al que fou després el districte de Godavari, i els va empaitar cap a Masulipatam on els va assetjar; però la guarnició francesa era forta, tenia el suport del nizam i aviat els anglesos van ser afectats per malalties. Forbe, abans de retirar-se, va fer un desesperat assalt de nit, i inesperadament va sortir bé i va capturar la fortalesa de Masulipatam. Així va assolir poc després el poder a tot el territori a l'entorn, i després al territori de Nizampatam i part del de Kondavid, fins a ocupar tots els Circars Septentrionals que el nizam va haver de cedir a la Companyia Britànica de les Índies Orientals (cessio confirmada per l'emperador el 1765). Es va crear el territori (de fet districte) de Masulipatam sota un cap i un consell però el 1794 es van nomenar col·lectors per Guntur i Masulipatam, i el districte fou part d'aquest segon col·lectorat o districte. El territori de Palnad li fou incorporat més tard, el 1801, per cessió del nawab d'Arcot. El 1833 el territori fou afectat per una gran fam, especialment el que llavors era el districte de Guntur. Fins al 1859 van existir els districtes de Guntur, Masulipatam i Rajamandri (Rajahmundry) però el 1859 els districtes de Guntur i Masulipatam es van unir per formar el districte del Kitsna i amb el de Rajahmundry es va formar el districte de Godavari.
El districte de Kistna era part de la presidència de Madras; la seva estructura es va modificar el 1904 quan les talukes d'Ellore, Yernagudem, Tanuku, Bhimavaram i Narasapur (excepte l'illa de Nagaram) li van ser traspassades des del districte de Godavari, mentre que les talukes de Tenali, Guntur, Sattanapalle, Palnad, Bapatla, Narasaraopet i Vinukonda (a més de la taluka d'Ongole al districte de Nellore) van formar el recreat districte de Guntur. Abans d'aquestos canvis estava format per 13 talukes o tehsils: 
- Bezwada
- Tiruvur
- Nuzvid (capital Gannavaram)
- Nandigama
- Gudivada
- Bandar (capital Masulipatan)
- Guntur
- Sattanapalle
- Tenali
- Narasaraopet
- Palnad (capital Guruzala)
- Vinukonda
- Bapatla

Aquestes 13 talukes estaven integrades en 4 subdivisions: la subdivisió de Guntur comprenia les talukes de Guntur, Bapatla, Tenali, i Sattanapalle, i la de Bezwada, les talukes de Bezwada, Nuzvid, Nandigama i Tiruvur; ambudes estaven sota administradors civils; la subdisió de Nasaraopatet la formaven les talukes de Vinukonda, Narasaraopet i Palnad; i la de Masulapitan les talukes de Bandar i Gudivada. La superfície amb 13 talukes era de 22.010 km².
Després de les agregacions i segregacions la superfície va quedar amb 15.878 km². Segons això les talukes que van quedar després de la modificació darrera eren:
- Ellore
- Yernagudem
- Tanuku
- Bhimavaram
- Narasapur
- Bezwada
- Tiruvur
- Nuzvid (capital Gannavaram)
- Nandigama
- Gudivada
- Bandar (capital Masulipatan)

S'assenyala que van quedar formada per cinc subdivisions (Ellore, Bezwada, Nartvsapur, Gudivada i Masulipatam) però no es detalla les talukes de cadascuna.
La població era:
- 1871: 1.452.374
- 1881: 1.548.480
- 1891: 1.855.582
- 1901: 2.154,803
- 1905: 1.744.138

Les principals ciutats eren Masulipatam, Bezwada i Guntur (les tres municipalitats establertes el 1866, 1888, i 1866); Chirala i Terali eren les unions més poblades. De la població el 1901, més d'1.900.000 eren hindús (89%); el 6% era musulmà i el 5% cristians. La llengua habitual era el telugu (95%).
El 1925 es va separar el districte de West Godavari.

## Zamindaris
El 1802 es va establir el peshkash dels zamindaris, 1/3 de la meitat dels ingressos (perquè la meitat se suposava que quedava pels subarrendataris); això era un tribut massa alt i molts zamindaris van haver de ser agafats a càrrec de l'estat i una part foren venuts abans de 1850. La tinença de la terra fou modificada a altres sistemes (ijra o renda per subhasta, makta o renda fixa, sistema de compatir la terra, i sistema mixt makta i compatir la terra). Tot i així van restar dos zamindaris (Nuzvid i Virsanapettah) que van subsistir fins a l'abolició el 1953.